# Kontrfaktyczna określoność
Kontrfaktyczna określoność  (ang. counterfactual definiteness) to w teorii kwantowej możliwość odnoszenia się do wyników pomiarów, które nie zostały wykonane (tj. założenia istnienia obiektów i ich właściwości, nawet jeśli są one nie zostały zmierzone).
Termin ten znajduje zastosowanie w rozważaniach związanych ze zjawiskiem splątania kwantowego, nierównościami Bella i zjawiskiem superpozycji, gdzie w obliczeniach statystycznych wyniki pomiarów niewykonanych traktuje się tak, jakby zostały zrealizowane.